# BOØWY Blu-ray COMPLETE
『BOØWY BLU-RAY COMPLETE』（ボウイ・ブルーレイ・コンプリート）は、日本のロックバンドであるBOØWYの6枚組Blu-rayボックス。
2012年12月24日にEMIミュージック・ジャパン／イーストワールドよりリリースされた完全限定生産品。

## 解説
2012年、BOØWYレコードデビュー30周年を祝した「BOØWY 30th ANNIVERSARY」の一環として解散宣言から25周年となる同年12月24日に発売された6枚組Blu-rayボックス。
これまでリリースされた6タイトルのDVDを高画質・高音質化。また、この中に含まれる「GIGS at BUDOKAN BEAT EMOTION ROCK'N ROLL CIRCUS TOUR 1986.11.11〜1987.02.24」には、過去未発表の1986年12月10日の日本武道館の完全版映像・音源を追加収録。
SD画質のBlu-ray化については、現在最高峰の技術レベルを持ち、ハリウッド大作の修復を数多く手掛けたLAの映像プロダクション、リライアンス・メディア・ワークス社が担当。
封入特典として、48ページのスペシャルブックレットがBOX内に収納。
購入者特典は以下の通り。
- 購入者対象の応募抽選特典として、東京・大阪に加え、BOØWYゆかりの地でもある高崎で行われるブルーレイ体感イベント「BOØWY Blu-ray GIG」に招待[2][3]。
- CDショップ店頭購入特典として、先着で1985年のロンドン・マーキー・クラブの貴重な告知ポスターのレプリカをプレゼント[2][3]。
- 「BOØWY 30th ANNIVERSARY OFFICIAL SHOP」限定特典として、「“LAST GIGS”復刻タンクトップ」・「“GIGS”CASE OF BOØWY”復刻タンクトップ」・「“LAST GIGS”復刻タオル」を用意[2][3]。

2021年9月1日には、BOØWY結成40周年を記念し『1224』を除く5タイトルを単体のBlu-ray作品として発売された。

## 収録曲

### DISC1
『BOØWY VIDEO』
- 収録曲・曲順は項目参照。

### DISC2
『GIGS at BUDOKAN BEAT EMOTION ROCK'N ROLL CIRCUS TOUR 1986.11.11〜1987.02.24 』
- 既発売DVD映像の収録曲・曲順は項目参照。
- 既発売DVD映像に、新たに発掘された1986年12月10日の日本武道館の完全版映像をニュー・コンテンツとして追加収録。収録曲・曲順は以下の通り。

『1986.12.10 完全版』
1. THEME OF SABRINA
2. B・BLUE
3. ハイウェイに乗る前に
4. BABY ACTION
5. RUNAWAY TRAIN
6. BAD FEELING
7. 1994-LABEL OF COMPLEX～DRAMATIC? DRASTIC!
8. RAIN IN MY HEART
9. CLOUDY HEART
10. わがままジュリエット
11. B・E・L・I・E・V・E
12. SUPER-CALIFRAGILISTIC-EXPIARI-DOCIOUS
13. WORKING MAN
14. DOWN TOWN SHUFFLE
15. JUSTY
16. NO NEW YORK
17. BEAT SWEET
18. IMAGE DOWN
19. DREAMIN’
20. ホンキー・トンキー・クレイジー
21. BLUE VACATION
22. ONLY YOU

### DISC3
『“GIGS” CASE OF BOØWY COMPLETE』
- 2007年に発売された「“GIGS” BOX」ではDVD3枚に収録されていたが、「Blu-ray COMPLETE」ではBlu-ray1枚に収録されている。
- 収録曲・曲順は項目参照。

### DISC4
『1224』
- 収録曲・曲順は項目参照。

### DISC5
『“LAST GIGS” COMPLETE』
- 収録曲・曲順は項目参照。

### DISC6
『SINGLES OF BOØWY』
- 収録曲・曲順は項目参照。